# Ерольцгайм
Ерольцгайм (нім. Erolzheim) — громада в Німеччині, знаходиться в землі Баден-Вюртемберг. Підпорядковується адміністративному округу Тюбінген. Входить до складу району Біберах.
Площа — 26,31 км2. Населення становить 3375 ос. (станом на 31 грудня 2020).